# برنج سبوس‌دار

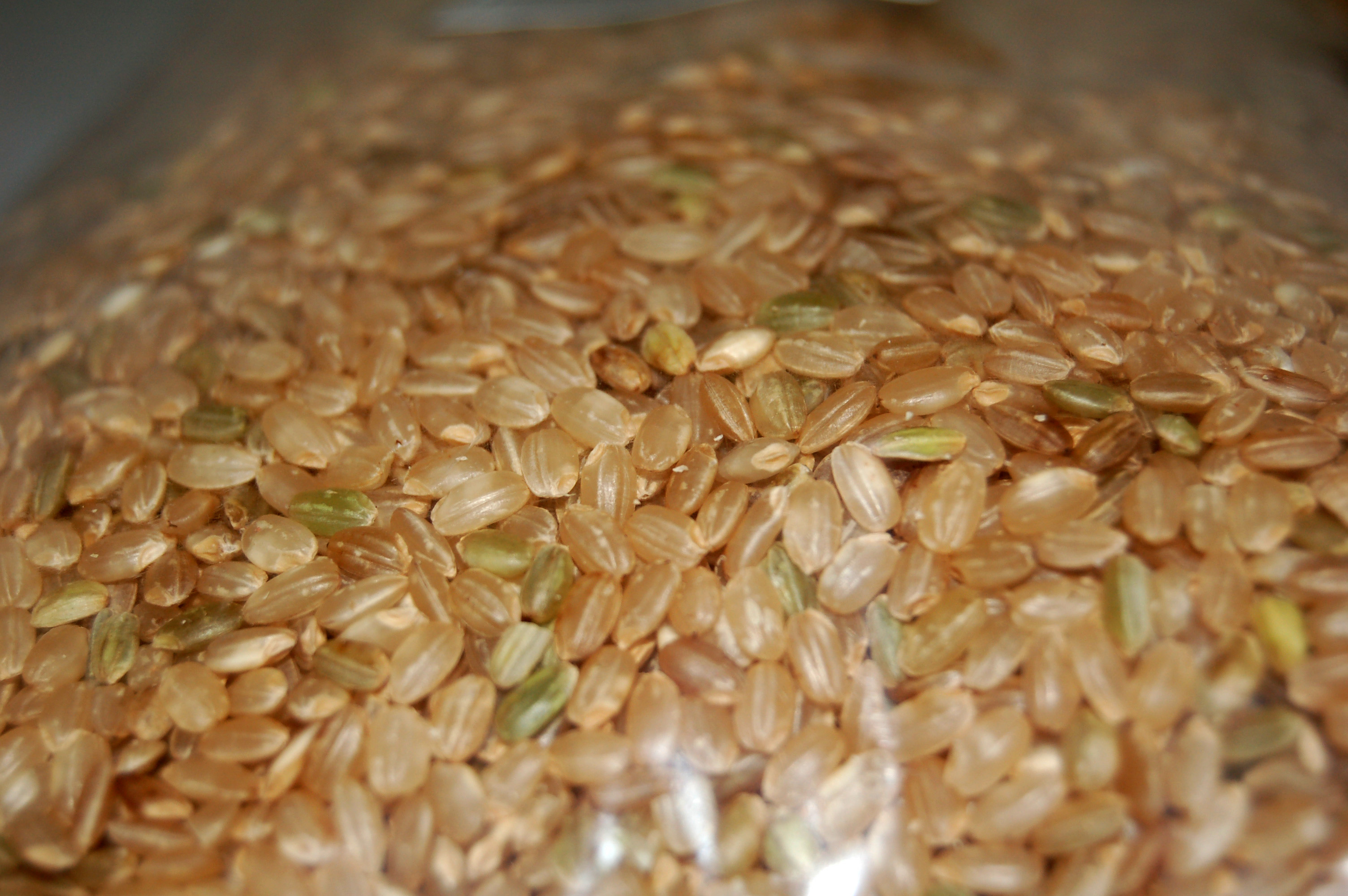
برنج قهوه ای

برنج سبوس‌دار یا برنج قهوه‌ای (انگلیسی: Brown rice) دانهٔ کامل برنج، یعنی شلتوک، که پوستهٔ غیرخوراکی آن گرفته شده باشد.
برنج سبوس‌دار یک غله کامل است و در مرحله لایه‌برداری تنها پوسته آن برداشته می‌شود به‌صورتی که ارزش غذایی در این غله کاملاً حفظ می‌شود.
برنج قهوه‌ای سرشار از کربوهیدرات‌های پیچیده و فاقد کلسترول و سدیم است؛ ۳ برابر برنج سفید فیبر داشته و به همین دلیل شاخص گلایسمی پایینی دارد، یعنی کربوهیدرات‌های آن به سرعت جذب بدن نمی‌شوند.

## روش‌های پخت برنج قهوه ای
این برنج دارای سبوس خیلی بیشتری نسبت به برنج سفید است از زمان پخت بالاتری برخوردار است.
به ازای یک فنجان برنج قهوه ای، دو فنجان آب اضافه می‌شود و زمان پخت آن حدود ۳۰ الی ۴۰ دقیقه است و نیاز به آبکشی هم نیست چون با این کار خواص زیادی از آن از بین می‌رود.
بهتر است قبل از پختن برای مدتی خیسانده شود که باعث می‌شود پخت آن بهتر انجام گردد.
طرز پخت کته روی گاز: به ازای ۱ لیوان برنج به ۲ لیوان آب نیاز دارید.
ابتدا برنج را شسته،  ½ قاشق چایخوری نمک به آن اضافه کنیدو اجازه دهید به مدت ۳۰ دقیقه در آب بماند و خیس بخورد. 
سپس به مدت  ۴۵ دقیقه تا ۱ ساعت روی حرارت مناسب قرار دهید. حتما در طول پختن برنج چند بار آنرا هم بزنید.
حرارت مناسب، حرارتی است که آبی که به برنج اضافه شده در مدت 45 دقیقه جذب برنج و یا بخار خواهد شد و آماده دم کشیدن می‌شود.
بعد از آنکه که برنج دم کشید از روی حرارت بردارید یا شعله زیر آنرا خاموش و بعد از 5 دقیقه میل نمایید.
لازم است ذکر شود هنگام پخت این برنج، از افزودن آب به آن خودداری شود زیرا دانه‌های برنج به هم می‌چسبند وهمچنین به دلیل یک نوع روغن خاص در این برنج از خرید نوع مانده آن خود داری کنید.